# Khurramabad (Iran)
Khurramabad (farsi خرم آباد - Khorram Abād, lori: خورمووه - Xormuve; també romanitzat com a Khorramabad, Khorramābād, Khoramabad, Khorram Abad i Khur Ramābād) és una ciutat de l'Iran, capital del sharistan (comtat) del mateix nom (شهرستان خرم‌آباد) i de la província de Luristan, situada a 1.500 metres d'altura a la vora del riu Khurramabad. El comtat tenia 259.000 habitants el 1966. La població és en gran part d'ètnia luri.
Antigament fou potser la població sassànida de Sahapurkh. Amb els àrabs es va dir Diz-i-Siyah. Al sud-est i sud-oest de la moderna població hi ha vestigis anteriors de quan la població fou capital dels atabegs seljúcides de Lur-i Kučik (que van governar del 1184 al 1597/1598) inicialment anomenada Shapurkhwast. Apareix esmentada a partir del segle xiv amb el seu nom actual.